# Мирослав Влодарчик
Мирослав Влодарчик (пол. Mirosław Włodarczyk; нар. 24 лютого 1959) — польський легкоатлет, що спеціалізувався на стрибках у висоту. Бронзовий призер чемпіонату Європи з легкої атлетики в приміщенні 1983 року.

## Життєпис
Виграв бронзову медаль на чемпіонаті Європи з легкої атлетики в приміщенні 1983 року у Будапешті і виборов п'яте місце на чемпіонаті Європи з легкої атлетики в приміщенні 1984 року у Гетеборзі.

## Власні рекорди

### На стадіоні
- стрибок у висоту — 2,26 м (1983 р. у Кракові)[3].

### У залі
- стрибок у висоту — 2,27 м (5 березня 1983, Будапешт) — 20-тий результат в історії польських стрибків у висоту[4][5]

Пізніше він змагався на ветеранських змаганнях. Його результат у 1994 року — 2,08 м — це рекорд для польських ветеранів у категорії М 35.